# Gare de Chindrieux
Gare de Chindrieux – przystanek kolejowy w Chindrieux, w departamencie Sabaudia, w regionie Owernia-Rodan-Alpy, we Francji.
Jest przystankiem kolejowym Société nationale des chemins de fer français (SNCF), obsługiwaną przez pociągi TER Rhône-Alpes.

## Położenie
Znajduje się na wysokości 235 m n.p.m., na km 108,324, pomiędzy stacjami Vions - Chanaz i Aix-les-Bains-Le Revard.